# (4057) Demophon
(4057) Demophon (1985 TQ) – planetoida z grupy trojańczyków okrążająca Słońce w ciągu 12,11 lat w średniej odległości 5,27 j.a. Odkryta 15 października 1985 roku.